# Datong (rivière)
Pour les articles homonymes, voir Datong (homonymie).
La Datong (大通河 Dàtōng hé) est une rivière de la province chinoise de Qinghai et un affluent du Hangshui lui-même affluent du fleuve Jaune.

## Description
La rivière Datong prend sa source dans le xian de Tianjun qui fait partie la préfecture autonome mongole et tibétaine de Haixi au nord-est la province de Qinghai (nord-ouest de la Chine). La rivière coule d'ouest en est dans une vallée qui sépare les monts Qilian au nord des monts Datong puis des monts Daban au sud. La principale agglomération traversée est Menyuan. La rivière coule d'abord à travers une partie marécageuse (bassin de Mole) puis traverse par des gorges étroites une zone montagneuse avant de rejoindre le bassin de Menyuan où la rivière peut de nouveau s'étaler. La dernière partie de son cours est située dans la province chinoise du Gansu et il se jette dans le Hangshui non loin de l'agglomération de Minhe à la frontière entre le Qinghai et le Gansu

## Hydrologie
La Datong est longue de 5 604 km et son bassin versant a une superficie de 15 130 km2 dont près de 90% se situe dans la province du Qinghai. Son débit moyen est de 90,5 m3/s. Le débit moyen annuel observé à la station de Xiangtan entre 1940 et 1979 est compris entre 55,3 m³/s et 134 m³/s (1943). Le débit maximum sur cette période était de 1510 m³/s (13 juillet 1947) et le débit minimum de 7,13  m³/s (18 janvier 1975). La pente moyenne du fleuve est de 4,56%. La rivière gèle en moyenne 83 jours par an entre le 9 décembre et le 1er mars. La rivière circule dans une région semi-aride avec des précipitations concentrées durant l'été